# 盾牌 (紋章學)
盾牌（escutcheon）是紋章學的概念之一，既可以指紋章中央的盾形，亦可以指盾牌內部的小盾。由於盾牌屬於一種武器，因此主要用於在男性用的紋章之中。escutcheon一詞來自於古北部法語的「escuchon」一詞。